# Coelogyne cristata
Coelogyne cristata é uma espécie de orquídea (Orchidaceae) do Sudeste Asiático.